# Бофремон, Пьер д’Алькантара Теодор де
Пьер д’Алькантара Лоран Жозеф Мари Александр Теодор де Бофремон (фр. Pierre d'Alcantara Laurent Joseph Marie Alexandre Théodore de Bauffremont; 28 октября 1879, Париж — 14 марта 1945, Париж) — французский литератор и историк, редактор научных публикаций, герцог.

## Биография
Сын герцога Эжена де Бофремона и Марии Кристины Осорио де Москосо-и-Бурбон, герцогини де Атриско.
Принц де Куртене, князь Священной Римской империи, принц де Каранси, маркиз де Листенуа, 10-й герцог де Атриско, 11-й маркиз де Леганес и де Мората де ла Вега, дважды гранд Испании 1-го класса, и прочее.
Участник Первой мировой войны, кавалер ордена Почетного легиона и Военного креста.
Будучи, как и его отец, поклонником маврикийской литературы, написал предисловие к первому французскому изданию сборника «патриарха» маврикийской поэзии Роберта Эдварда Харта «Интимные голоса» (Les voix intimes, P., 1922).
В качестве автора публикаций сотрудничал с журналом La Pensée de France и различными журналами Франции, Италии, Канады и США.
В феврале 1931 года, исполняя волю герцога Эжена де Бофремона, передал Национальной библиотеке 82 тома in-folio: семейный архив и коллекцию исторических документов, опись которой была приведена в том же году в 92-м томе «Библиотеки школы хартий».

## Семья
Жена (22.01.1907, Париж): Тереза Октавия Стефани Шеврье (4.06.1877, Париж — 2.12.1959, Нёйи-сюр-Сен), дочь Шарля Шеврье и Терезы Элизы Уолтер
Дети:
- Принц Пьер д’Алькантара Лоран Мари Теодор Александр де Бофремон (16.10.1904, Париж — 26.10.1942, Тулуза)
- Принцесса Клод Лоранс Мари Тереза Филиберта де Бофремон (30.06.1912, Париж — 14.06.1997, Париж). Муж 1) (26.03.1938, Париж): Франсуа д’Алверни (1909—1945), убит в Индокитае; 2) (12.11.1966, Париж): граф Гаэль де Роган-Шабо (1906—2002)
- Принцесса Диана Лоранс Мари Тереза Гийеметта де Бофремон (3.12.1913, Париж — 20.07.1981, Париж). Муж (17.09.1966, Сент-Илер-ле-Льерю): Ален Жан Андре Анри Бланшар (р. 1940)
- Принцесса Анн Лоранс Мари Тереза Изабель де Бофремон (1.04.1919, Париж — 15.03.1945, концентрационный лагерь Равенсбрюк)
- Герцог Жак Иблет Наполеон Мари Лоран Александр де Бофремон (р. 6.02.1922, Париж). Жена (15.07.1943, Париж): Сибиль Шарлот Полин Мари де Шабанн (1922—2005)